# Dekatron

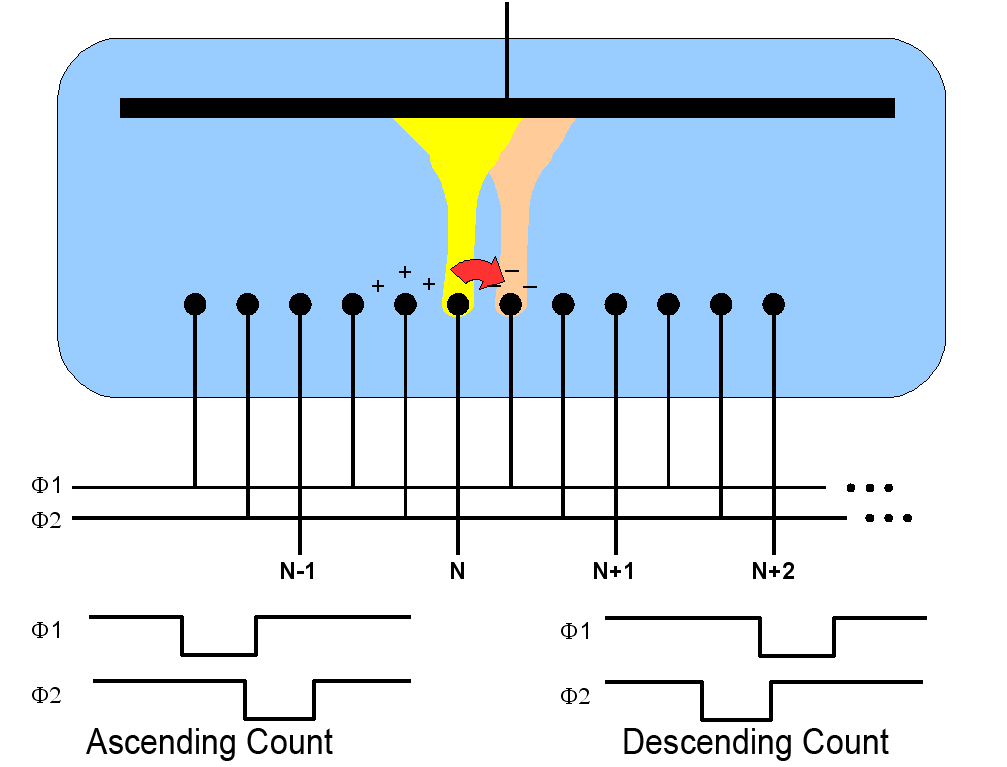
Lược đồ xung tuần tự để xác định hướng chuyển động điểm sáng, tức chiều đếm.

Dekatron đếm thuận

Trong điện tử học Dekatron hay Decatron là loại đèn phóng điện khí thực hiện đếm thập phân . Đèn còn được gọi là đèn đếm chứa khí ba pha, đèn đếm phát sáng hoặc đèn đếm catốt lạnh .
Vào thập niên 1950 và 1960 Dekatron được sử dụng trong máy tính thập phân, máy tính cầm tay và các sản phẩm liên quan đến đếm khác .
Ngày nay đèn này đã lỗi thời. Tuy nhiên "Dekatron" hiện vẫn là nhãn hiệu tổng quát, là tên thương hiệu chung được sử dụng bởi Ericsson Telephones Limited (ETL) ở Beeston, Nottinghamshire (đừng nhầm lẫn với TelefonAB Ericsson ở Stockholm).